# Fryksdals revir
Fryksdals revir var ett skogsförvaltningsområden inom Bergslags överjägmästarsdistrikt och Värmlands län som omfattade övre och nedre Fryksdals härad, övre Älvdals härad samt av nedre Älvdals härad den del av Ekshärads socken, som ligger väster om Klarälven. Reviret, som var indelat i fem bevakningstrakter, omfattade 15 931 hektar (1920) allmänna skogar, varav två kronoparker med en areal av 1 607 hektar.